# Donji Vukojevac
Donji Vukojevac je naselje u Republici Hrvatskoj, u sastavu Općine Lekenik, Sisačko-moslavačka županija. 
Smješten je na istočnim padinama Vukomeričkih gorica te uz cestu Zagreb - Sisak, koja je još u davno doba spajala stare rimske naseobine Poetovio i Siscia.

## Stanovništvo
Prema popisu stanovništva iz 2001. godine, naselje je imalo 468 stanovnika te 147 obiteljskih kućanstava.
| broj stanovnika | 268   | 294   | 311   | 125   | 297   | 347   | 316   | 348   | 384   | 383   | 393   | 405   | 424   | 441   | 468   | 499   | 482   |
|                 | 1857. | 1869. | 1880. | 1890. | 1900. | 1910. | 1921. | 1931. | 1948. | 1953. | 1961. | 1971. | 1981. | 1991. | 2001. | 2011. | 2021. |